# Jerry Jamar Johnson
Jerry Jamar Johnson (* 23. April 1982 in Lancaster, Pennsylvania) ist ein US-amerikanischer Basketballspieler. Er spielt bei BK Astana in Kasachstan auf der Position des Spielmachers.

## Karriere

### College
Nach dem Besuch den High School in seinem Heimatort ging Johnson zu den Rider Broncs von der Rider University. In seinem ersten Collegejahr wurde er einstimmig zum MAAC Rookie of The Year gewählt. Während seiner vierjährigen College-Zeit wurde er zweimal (2004 und 2005) für das All-MAAC 1st Team nominiert.

### Profi
Seinen ersten Profi-Vertrag unterschrieb Johnson für die Saison 2005/06 beim polnischen SKS Starograd. Nach einem Jahr in Polen wechselte für die nächste Saison in die Türkei. Auch die Saison 2007/08, die Johnson in Frankreich verbrachte, blieb ohne nennenswerten Erfolg. Daraufhin unterschrieb er im April 2008 beim Spirou Charleroi. Mit Charleroi wurde er drei Mal (2008, 2009, 2010) belgischer Meister und 2009 belgischer Pokalsieger. Er wurde zum MVP der Finals 2010 gewählt. Nach drei Jahren in Belgien wechselte er für die Saison 2010/11 zum litauischen Lietuvos rytas. Noch während der Saison wechselte er für die ULEB Eurocup Top-16-Phase zu Galatasaray Cafe Crown. Seit der Saison 2011/12 Spielt Johnson für den kasachischen BK Astana. Mit Astana gewann er zwei Mal die kasachische Meisterschaft und drei Mal den kasachischen Pokal. Im Juni 2013 bekam Johnson die kasachische Staatsangehörigkeit und wurde in die kasachische Nationalmannschaft berufen. Mit Kasachstan spielte er die Asienmeisterschaft 2013. Bei der Asienmeisterschaft gehörte er mit 40 Assists zu den TOP5-Spielern in dieser Kategorie.

## Erfolge und Auszeichnungen

### Persönliche Auszeichnungen
- MAAC Rookie of The Year 2001
- MVP des Finals belgische Meisterschaft 2010

### Mannschaftserfolge
- Belgischer Meister 2008–2010
- Belgischer Pokalsieger 2009
- Kasachischer Meister 2012–2015
- Kasachischer Pokalsieger 2011–2014